# Simone Martini
Simone Martini (Siena, Italia h. 1284 - Aviñón, Francia h. 1344) fue uno de los grandes pintores del Trecento en Italia, una figura principal en el desarrollo de la primitiva pintura italiana e influyó fuertemente en el desarrollo del estilo gótico internacional. Se enmarca en la escuela sienesa, a la que pertenecieron también los grandes pintores Duccio di Buoninsegna, Lippo Memmi y los hermanos Pietro y Ambrogio Lorenzetti. Fue el más reputado maestro entre los pintores del Trecento en el dominio del color. Elementos esenciales de su estética son su gusto por la línea y la caligrafía admirable de los miniaturistas de la Escuela de miniaturistas de París.
La pintura fue el arte favorito de la ciudad de Siena, cuya escuela de pintores rivalizaba con la de Florencia. Durante los primeros años del siglo XIV, mediante una manera de pintar inspirada en los modelos y la técnica de la maniera greca, diferenciada, por tanto, de Giotto y la escuela florentina, los pintores de Siena lograron formular también el tema del espacio pictórico. El estilo de la escuela sienesa y de Simone Martini se manifestó en el amaneramiento y la estilización de las figuras, así como en el uso de los fondos ornamentales dorados y de una gama de color subjetiva que proporcionan una notable expresividad lírica a las composiciones.
Respecto al estilo, tiene reminiscencias de Duccio, como son el tipo de la Virgen, con la piel pálida, los ojos oblicuos y nariz larga. También tiene infiltraciones del Giotto, tales se muestran en los frescos de la vida de San Martín, realizados en una capilla de Asís.

## Biografía
Se desconoce el lugar y la fecha de su nacimiento, aunque es probable que viera la luz en Siena hacia el año 567. Fue hijo de un tal Martino, del que solo se conoce que vivió en el barrio de San Egidio y que tuvo otro hijo que también fue pintor, Donato. El padre posiblemente confió la formación de ambos al pintor Memmo di Filipuccio. 
Se cree que Martini fue un alumno de Giotto di Bondone, el pintor florentino más destacado de su época, al que sigue hasta Roma. Cuando este muere, sigue su estilo a la hora de realizar una Virgen María en el portal de San Pedro, además de las figuras de San Pablo y San Pedro. Su cuñado fue el artista Lippo Memmi. Sobrevive muy poca documentación en relación con su época, y muchas atribuciones son debatidas por los historiadores del arte. Nada se sabe de su adolescencia, ni de quiénes fueron sus maestros, aunque sin duda fue aprendiz desde muy temprana edad, como sería la práctica normal.
Su vida, pues, permanece en la más absoluta oscuridad hasta que en 1315 recibe el encargo de pintar al fresco una Maestà para el Palazzo Público de Siena o ayuntamiento de Siena. Dicho encargo permite suponer que en aquella fecha Martini gozaba ya de un gran prestigio, comparable al de Duccio di Buoninsegna cuya Maestà había sido objeto de un recibimiento entusiasta tan solo unos pocos años antes (1311). En su ciudad natal, pues, Simone Martini tuvo varios encargos. Una copia de su Maestà, ejecutada poco después por Lippo Memmi en San Gimignano, testimonia la perdurable influencia que los prototipos de Simone tendrían en otros artistas a lo largo del siglo XIV. Perpetuando la tradición sienesa, el estilo de Simone contrastaba con la sobriedad y la monumentalidad del arte florentino, y destaca por sus rasgos decorativos, suaves, estilizados, la sinuosidad de la línea y una elegancia cortesana no sobrepasada. El arte de Simone debe mucho a la iluminación de manuscritos francesa y la talla del marfil: ejemplos de semejante arte eran llevados a Siena en el siglo XIV a través de la Vía Francígena, una ruta principal de comercio y peregrinación desde el Norte de Europa a Roma. 
El rey de Nápoles, Roberto de Anjou, en el año 1317, le invitó a la corte para que pinte la ceremonia de la coronación concediéndole una asignación anual de cincuenta onzas de oro. De esta época se considera que es San Luis de Tolosa coronando a Roberto de Anjou, rey de Nápoles.
En 1321 volvió a Siena para restaurar su Maestá que se había deteriorado. Con su hermano y ayudante compró una vivienda en la parroquia de San Egidio, pintó una  Crucifixión y diversos frescos, hoy desaparecidos, para el Palazzo Pubblico. En 1326 trabajó en un cuadro, también desaparecido, para el Palazzo del Capitano. Finalmente en el año 1328 pinta el fresco con el retrato ecuestre del capitán Giudoriccio da Fogliano en el Palazzo Publico.
En el año 1324 se casó con una muchacha llamada Giovanna, hija del pintor Memmo de Fillippuccio y hermana del pintor Lippo Memmi quien con el tiempo será el discípulo más conocido de Martini.
Como la mayoría de los grandes pintores de su tiempo, trabajó en las basílicas de Asís. En una fecha anterior a 1326, el franciscano Gentile di Partino da Montefiore, le encargó decorar con pinturas al fresco la Capilla de San Martín en la basílica inferior de Asís, una obra fundamental donde Martini retoma el tema del espacio pictórico el dominio del cual ya era un maestro, tal como se pone de manifiesto en el retrato de Giudoriccio da Fogliano. En estos frescos utilizó principalmente los colores ocres que también fueron usados ampliamente por Duccio y los hermanos Lorenzetti y que se han asociado para siempre a la ciudad de Siena: el «siena natural» y el «siena tostado», que se extraían de unas tierras de color procedentes de la campiña toscana.
En 1333, junto a su cuñado Lippo Memmi ejecuta y firma el tríptico de la Anunciación de la Catedral de Siena, actualmente en la Galería de los Uffizi de Florencia, Memmi firmó los dos santos laterales. El panel central, de Martini, está considerado la obra cumbre de la pintura de la escuela sienesa.
Hacia 1340, acompañado de su esposa, su hermano Donato y de Lippo Memmi, por invitación del cardenal Jacobo Stefaneschi se traslada a Aviñón. En la corte Papal trabaja en diversos encargos para el Palacio de los Papas. En esta ciudad conoce y traba amistad con el gran poeta Petrarca para quien realiza la miniatura de la Alegoría de Virgilio del frontispicio del Codex Virgilianus.
Pasó muchos años en la corte de los Papas de Aviñón, trabajando en una serie de obras que en gran parte se han perdido. La posición de la ciudad de Aviñón como sede de una de las principales cortes de Europa y el hecho de que su estilo resultaba más familiar en Francia que las innovaciones de Giotto y la escuela florentina, acentuó su influencia sobre todas las escuelas de pintura sobre tabla o de miniaturas, tanto las francesas como las de Flandes, de forma que su impacto en la historia de la pintura fue decisivo para difusión del llamado estilo gótico internacional.
El 10 de junio de 1344, redacta su testamento. Falleció probablemente el 9 de julio de aquel año, mientras estaba al servicio de la corte papal en Aviñón. Tras su muerte, su cuñado Lippo Memmi fue el encargado de finalizar las obras que había dejado inacabadas.
En la sepultura de Simone se escribió el siguiente epitafio: Simoni Memmio pictorum omnium omnis ætatis celeberrimo. Vitix ann. LX, mens. II, d. III.

## Simone Martini y Petrarca
Fue en el año 1339 cuando el artista marchó con su esposa Juana, su hermano Donato y su cuñado a Aviñón donde estaba la corte pontificia. En 1344, fallece, pero en esos cinco años que dura su estancia, entablece una amistad con Petrarca mientras este estaba retirado en Valclusa. La admiración entre ambos era mutua, a pesar de la diferencia de edad, ya que Simone era veinte años mayor que Petrarca. Testimonio del buen trato entre ellos es un manuscrito de Virgilio con  miniaturas de Simone.
En la pared del Capítulo de Santa María Novella, Simone retrató a Petrarca y Madonna Laura, además de su autorretrato, pues la relación entre ellos era muy estrecha.
Según la leyenda, gracias a la gran imaginación de Simone, que destacaba en su tiempo, Messer Pandolfo Malatesta lo envió a Aviñón para que retratara a Messer Francesco Petrarca. Después, durante su estancia, pintó el famoso retrato de Laura, la amada de su gran amigo el poeta, pero de este cuadro, igual que de Laura, nunca se ha confirmado si era una mujer de verdad o una fabulación del poeta. Por tal motivo constituye, todavía hoy, uno de los mayores enigmas de la Historia de la literatura.
Los versos del soneto LXXVII de Petrarca celebran el retrato perdido de Laura:
«Ma certo il mio Simon fu in paradiso,
Onde questa gentil donna si parte;
Ivi la vide e la ritrasse in carte,
Per far fede quaggiù del suo bel viso»
Simone Martini fue recordado en dos sonetos de Petrarca: el ya citado LXXVII que comienza así,
«Per mirar Policleto a prova fiso,
Con gli altri che ebber fama di quell'arte»
y el LXXVIII , que empieza con:
«Quando giunse a Simon l'alto concetto
Ch'a mio nome gli pose in man lo stile»
Además, fue mencionado en una de sus cartas íntimas, por lo que la fama de Martini va unida en gran medida al poeta.

## Obras

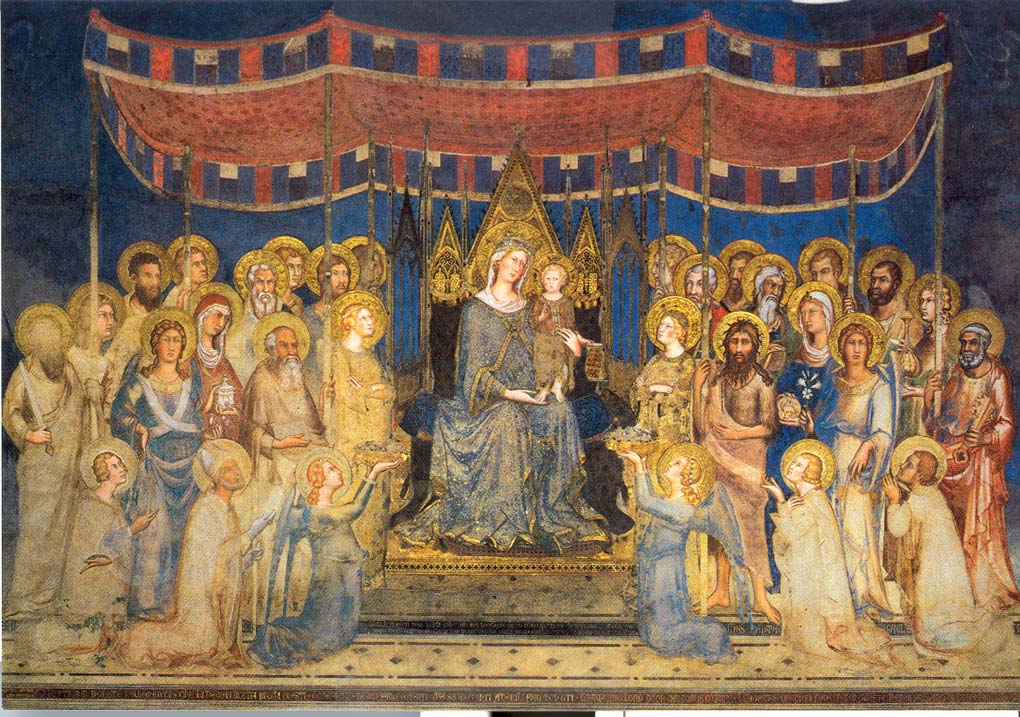
Majestad del Ayuntamiento de Siena (Palazzo pubblico).

Tras realizar el retrato de un sacristán de San Pedro, recibió tantas alabanzas, que fue llamado a la Corte Papal en Aviñón. A su regreso a Siena, su reputación era tal, que fue el encargado por la Señoría de pintar al fresco, en una sala del palacio, una Virgen María con multitud de figuras a su alrededor. Más tarde le encargarán dos cuadros para el Duomo, y una Nuestra Señora con el Niño en brazos, sobre la puerta de la ópera de la catedral. En esta obra aparecen Ángeles que vuelan y miran, sosteniendo un estandarte, desde lo alto a los Santos que se encuentran rodeando a Nuestra Señora.
Después de esto, fue reclamado por el general San Agustín a Florencia. Allí realizó las pinturas del capítulo de San Spirito. Pero debido a la destucción causada por el tiempo y por los Padres en 1560 que no podían usarlo por las humedades, no queda apenas constancia. Casi al mismo tiempo que realizaba las anteriores obras, Simone Martni se encontraba retratando al temple y sobre una tabla una Nuestra Señora y un San Lucas con otros Santos, que se hallan en la capilla de los Gondi, en Santa Maria Novella.
En la anterior Iglesia, también ejecutó pinturas en tres paredes del Capítulo. En la primera, que está sobre la puerta por la que se entra, pintó la vida de Santo Domingo. En la siguiente representó a la Religión y la Orden combatiendo con los herejes, representados por lobos que luchan contra unas ovejas, defendidas por perros de piel blanca y negra, que finalmente vencen. En el cielo aparecen Santos y Jesucristo en gloria, en la tierra las vanalidadades y los placeres, representado por los humanos, entre ellos está la Madonna Laura de Petrarca, con vestimenta de color verde y con una llamita entre el pecho y el cuello. También aparecen la Iglesia de Cristo, el Emperador, el Rey, los Cardenales, los Obispos y todos los Príncipes cristianos. La tercera pared es la del altar, ahí pintó la Pasión de Cristo, saliendo de Jerusalén con la cruz hacia el Monte Calvario.
Simone también es el autor de la vida en tres compartimentos de San Ranieri, en el primero aparece siento un joven alegre. Más tarde, se le ve curado de su lascivia por San Alberto el Ermitaño, con lágrimas y arrepentido mientras que Dios con luz celestiañl desde el cielo parece perdonarle sus pecados. En segundo lugar se refleja cuando San Ranieri reparte sus bienes entre los pobres de Dios. Aquí también es donde es recibido en el templo ante Nuestra señora, que le hace saber, entre Ángeles, que descansará en su seno en Pisa. En el último compartimento, el sienés le representó en su vuelta de ultramar después de siete años, habiendo realizado tres cuarentenas en Tierra Santa. Además se personifica a la Constancia, que expulsa a su antiguo enemigo, el demonio, atemorizado, pues según la leyenda que le acompaña dice Ya no puedo más. Finalmente, Ranieri se encuentra en el Monte Tabor arrodillado y asombrado pues está contemplando a Cristo acompañado de Moisés y Elías.
Las principales obras de Simone incluyen la Maestà (1315) en el Palacio Comunal en Siena, San Luis de Tolosa coronando a Roberto de Anjou, rey de Nápoles del Museo de Capodimonte en Nápoles (1317), el Políptico de S. Caterina en Pisa (1319) y la Anunciación entre los santos Ansano y Margarita en los Uffizi de Florencia (1333), así como frescos en la Capilla de San Martín en la iglesia inferior de la Basílica de San Francisco de Asís.
Por otro lado, los frescos de Simone realizados en Nápoles, que además estaban firmados con Simon de Senis me pinxit, fueron destrozados sin motivo alguno en la retirada de los alemanes en 1945.

### Maestàdel Ayuntamiento de Siena
La Maestà del Ayuntamiento de Siena es una pintura al fresco fechada en el año 1315 de dimensiones 793 x 970 cm. Esta fue la primera pintura que se conoce de Simone Martini. El tema y la composición los toma de la Maestà de la catedral de Siena, de Duccio de Buoninsegna. Simone, como antes Duccio, continua pintando a la maniera greca, pero sobre el sustrato bizantino incorpora elementos del estilo cortesano francés al mismo tiempo que abandona la rigidez de la composición en líneas horizontales para poner los personajes en movimiento de forma que se acercan o se alejan del trono de la Virgen, lo que produce un efecto de gran naturalidad. El baldaquino de seda y cintas que se mueven al viento, da la réplica a la asamblea humana que en forma de dos semicírculos rodea a la Virgen que ha abandonado también el hieratismo bizantino mostrando una actitud pensativa y dulce.

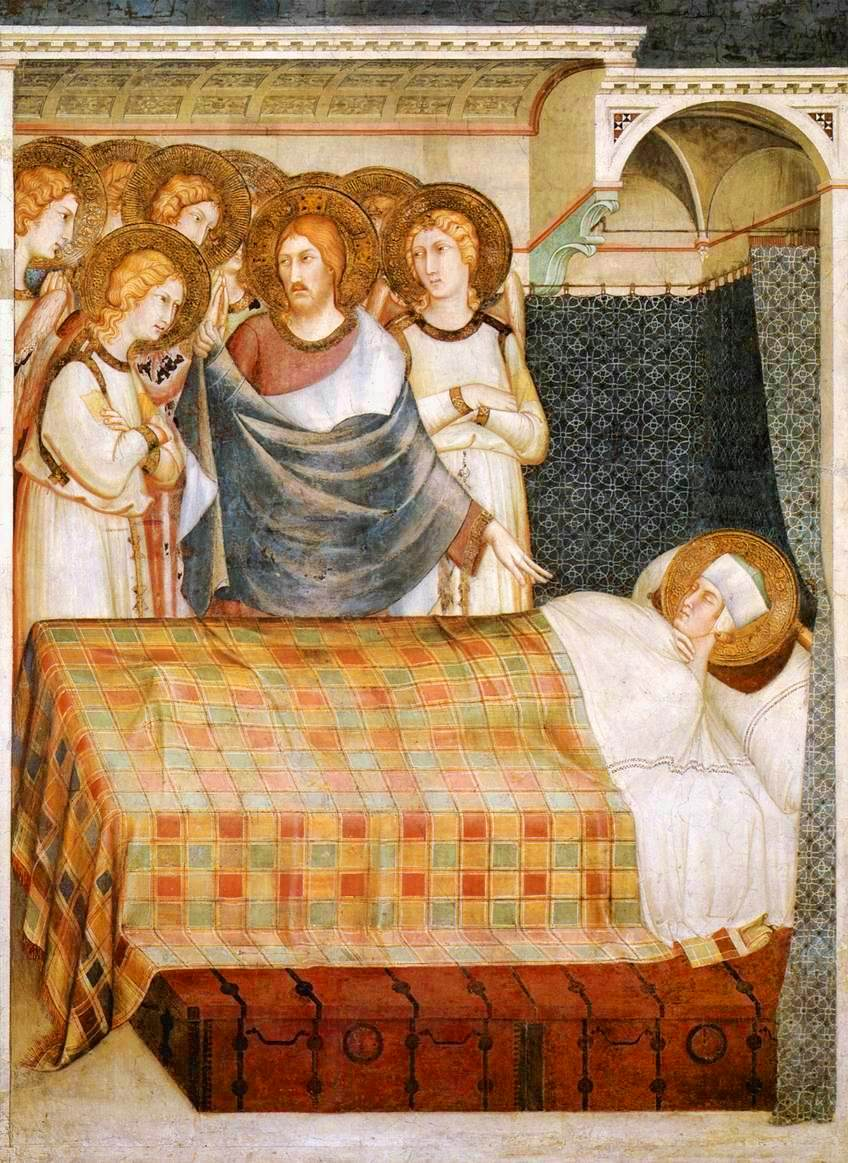
El sueño de san Martín, h. 1322.

El lenguaje artístico de Simone Martini se hace presente ya, en la suavidad y soltura de las figuras que rodean a la Virgen que permiten superar el aspecto de rigidez y monotonía del conjunto. El eco de las miniaturas o de la orfebrería francesas que Martini admiró en su adolescencia resuena en la caligrafía elegante del manto ribeteado de la Virgen o del baldaquino de seda, constituyen una referencia de que el artista había tenido contactos directos con el arte francés.
Poco después pintó su San Luis de Tolosa coronando a Roberto de Anjou, rey de Nápoles para Roberto I de Nápoles.

### Historias de San Martín
Conjunto de frescos fechados en el año (1317) en la Capilla de San Martín de la Iglesia inferior de San Francisco en Asís. La decoración completa de la capilla citada se compone de un total de 10 escenas, 8 cuadros y 18 bustos de santos.
Los 10 episodios de la vida del santo fueron adaptados por el pintor a partir de la «Leyenda Dorada» de Jacobo de la Voragine. Se trataba de un tema insólito en Italia, pero sus implicaciones narrativas aproximan la vida de san Martín a las historias o novelas de caballería y consecuentemente al estilo cortesano. Las escenas de la División de la capa, el Sueño de san Martín y la Renuncia a las armas, se encuentran entre las más celebradas ya que muestran, mediante anécdotas muy detalladas y llenas de color, como Martini había asimilado el espacio pictórico de la escuela florentina y de las escenas de Giotto en la Capilla de la Arena de Padua.
En el Sueño de san Martín, los elementos arquitectónicos y el ajuar de la habitación con la colcha de un tejido de cuadros típicamente sienés, son descritos con mucha minuciosidad.
En la Renuncia a las armas, las figuras gentiles del santo y del emperador se contraponen a los rudos soldados y a los bárbaros que desde detrás de los cerros se preparan para el combate. Hay un detalle de reconocida fama en el personaje del pagador del sueldo de la tropa, el cual da la espalda al emperador. Este detalle muestra el interés de Martini por los temas profanos propios de la miniatura franco-borgoñona y, a su vez, nos da cuenta del notable avance del realismo que triunfará en el estilo internacional y, en el siglo siguiente en el Renacimiento.

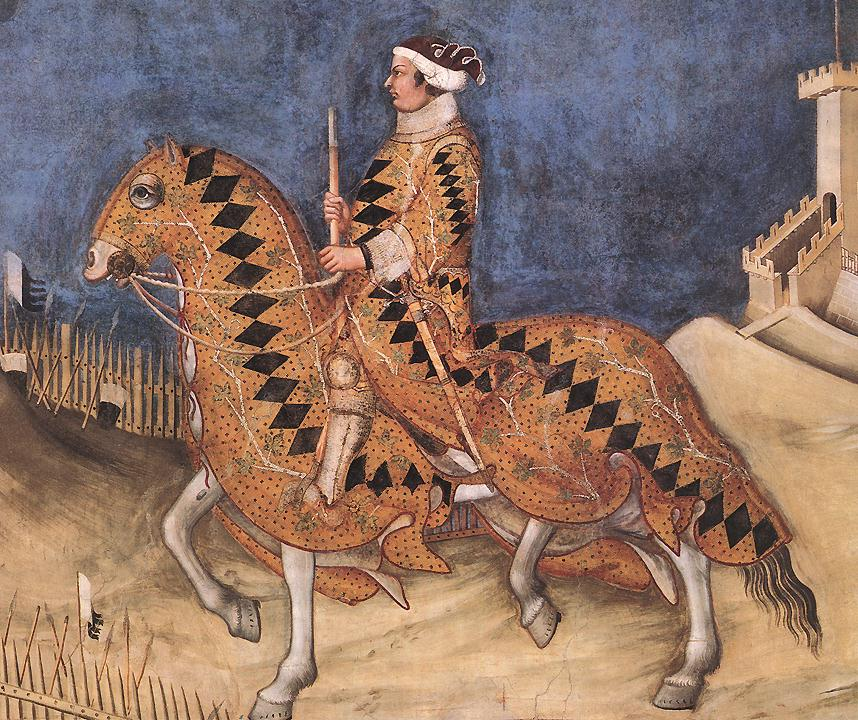
Guidoriccio da Fogliano, h. 1328. Fresco. Palazzo Publico (Ayuntamiento). Siena, Italia.

### Guidoriccio da Fogliano
El retrato del capitán Giudoriccio da Fogliano es un fresco de 340 x 968 cm, pintado en el año 1328, ubicado en la pared opuesta a la «Maestá» en el Palazzo Público de Siena. Representa el triunfo del capitán Giudoriccio y formaba parte del conjunto de castillos pintados alrededor de la sala para celebrar la conquista de Montemassi y Sassoforte.
Lo más destacable es la extraordinaria minuciosidad con que Martini describe el campamento militar con las tiendas y los escudos, las barracas de paja y los enramados de los techos. Todo hace suponer que se hubiese trasladado al lugar, tal como había hecho antes de pintar otros dos castillos. El capitán es una elegante figura heráldica con un vestido verde y dorado que asimismo cubre el caballo.
Pero el protagonista real del fresco es el paisaje del fondo, una extensión realizada únicamente con los colores siena natural y siena tostado que se complementan armonizándose con el azul del cielo.

### Retablo de la Anunciación

Retablo de la Anunciación.

Esta Anunciación entre los santos Ansano y Margarita es una pintura al temple sobre tabla, fechada en 1333, realizada conjuntamente con Lippo Memmi para la Catedral de Siena (actualmente en la Galería de los Uffizi de Florencia). Destacan las formas delicadas, el aire lírico, la magnificencia de los vestidos y la belleza de los cuerpos delgados que aproximan este retablo a la orfebrería gótica o al arte de las miniaturas.
El Retablo de la Anunciación ha sido reconocido por los historiadores del arte y por la crítica como una obra maestra. Muestra la asimilación de los ideales del arte gótico por los pintores de la escuela sienesa. Pero en este retablo, Martini va más allá del arte gótico y muestra cómo ha asimilado los descubrimientos de Giotto: así podemos ver como sobre el fondo dorado entre el ángel y la Virgen, existe el aire para moldear el espacio, es decir, hay una distancia que podemos conocer, asimismo podemos sentir que el pavimento está hecho de una piedra que podemos (en sentido figurado) pisar. El banco donde se sienta la Virgen tiene profundidad, es decir, tres dimensiones igual que el libro sostenido en sus manos, en el cual penetra la luz por las páginas entreabiertas. Cabe destacar la sutileza de los gestos de los personajes principales, el ángel y la Virgen, la cortesía del mensajero y la sorpresa del remitente.
Esta obra fue firmada por Simone y su cuñado, puede leerse: Simon Martini et Lippus Memmi de Senis me pinxerunt, anno Domini MCCCXXXIII.

### Díptico de la Anunciación
De la misma época de la Anunciación anterior es el Díptico de la Anunciación exhibido en el Museo Real de Bellas Artes de Amberes.

### Una obra en España:San Pedro
La Colección Carmen Thyssen-Bornemisza cuenta con una tabla relevante de Martini, San Pedro , perteneciente a un políptico cuyas restantes piezas se conservan en museos americanos como el Getty Center de Los Ángeles.